# Klippenturm

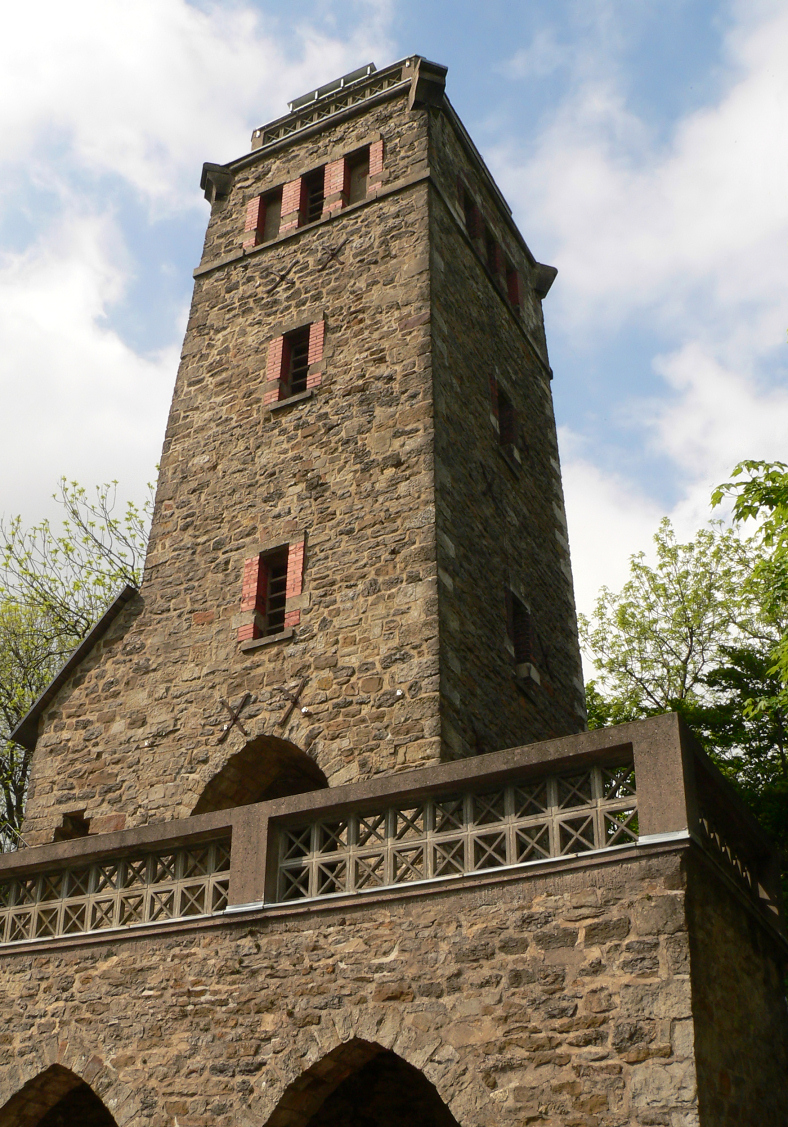
Klippenturm

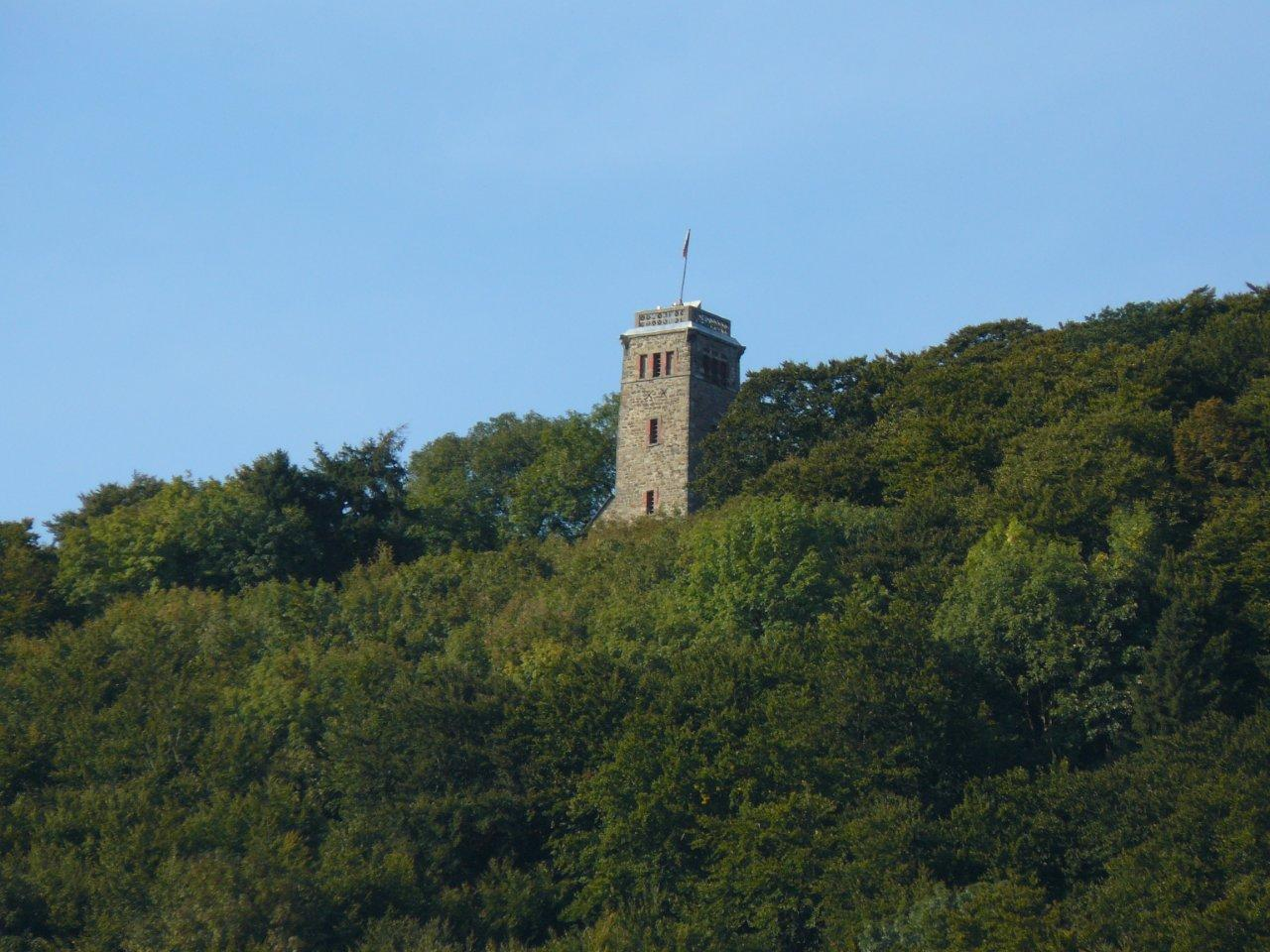
Vom Tal gesehen

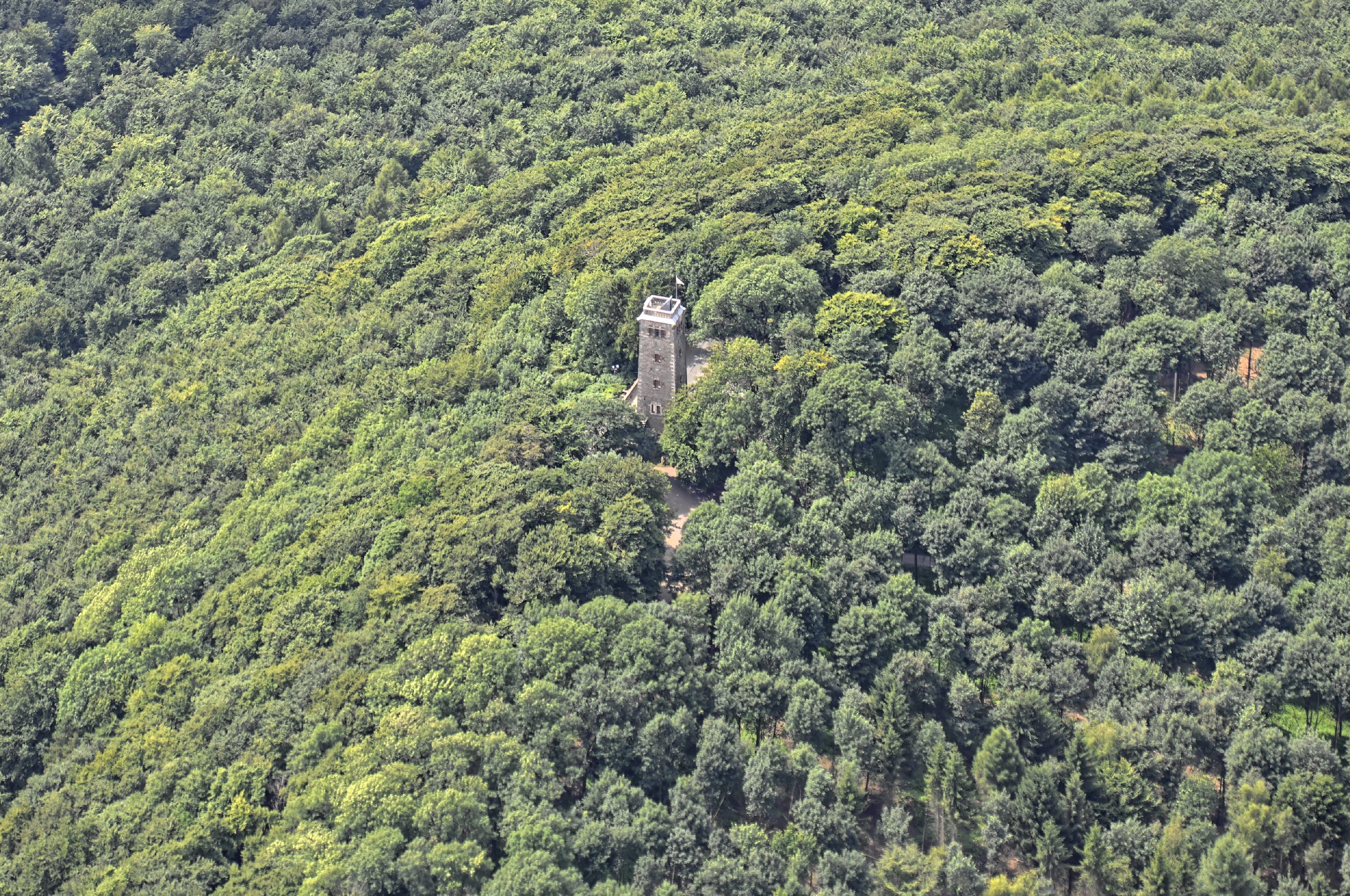
Der Turm von oben gesehen

Der Klippenturm, auch Rintelner Klippenturm oder Luhdener Klippenturm genannt, bei Rinteln im niedersächsischen Landkreis Schaumburg ist ein 19,8 m hoher Aussichtsturm auf dem 300 m ü. NHN hohen Berg Luhdener Klippen (auch Luhdener Klippenberg genannt) im Wesergebirge.

## Geographische Lage
Der denkmalgeschützte Klippenturm befindet sich etwa 12 km ostsüdöstlich des Weserdurchbruchs Porta Westfalica im Mittelteil des Wesergebirges. Im Stadtgebiet von Rinteln steht er rund 1,5 km nordnordöstlich vom Zentrum des Rintelner Kernorts und 1,3 km (jeweils Luftlinie) südlich vom Kernort der Gemeinde Luhden auf dem bewaldeten Berg Luhdener Klippen, der Teil des Gebirgskamms ist.

## Geschichte
Erbaut wurde der Klippenturm 1889 durch den Rintelner Verschönerungsverein aus vor Ort gebrochenem Stein der Luhdener Klippen. Seine Finanzierung erfolgte durch eine Turmbau-Lotterie. Die Einweihung fand am 18. August 1889 statt.

## Tourismus
Der Klippenturm kann unter anderem von Rinteln und Luhden aus erwandert werden. Seine Aussichtsplattform ist über 103 Stufen im Turm zu erreichen. Von dort aus bieten sich Blicke in die Norddeutsche Tiefebene sowie in das westliche Weserbergland. Am Turmfuß befindet sich eine ganzjährig bewirtschaftete Gaststätte.